# Rollenberg
Der Rollenberg bei Hoppingen (499,6 m ü. NHN) ist ein im südlichen Ries gelegener Berg aus Jurakalk und eine prähistorische Höhensiedlung. Östlich des Rollenberges liegt der Heroldinger Burgberg. Bekannt ist der Rollenberg aufgrund seiner archäologischen Befunde.

## Geographie und Geologie
Der Rollenberg liegt topographisch prominent am Ausgang der Wörnitz aus dem Ries. Die Wörnitz umfließt seinen Fuß im Norden und Osten. An seinem höchsten Punkt überragt der Rollenberg das Wörnitztal um ca. 92 m. Auf der ca. 0,8 ha großen Hochfläche liegt ein kleines natürliches Felsplateau, das geologisch mit schroffen Kalkfelsen, die steil aus dem nördlichen Hang hinausragen, in Zusammenhang steht. Die Geologie des Rollenberges geht unmittelbar auf den Riesimpakt zurück. Der obere Teil besteht aus allochthonen Jurakalkschollen, die auf parautochthonen Kalkschollen sowie Bunter Brekzie aufliegen. Durch anhaltende Beweidung der Hochfläche und der Hänge mit Schafen ist am Rollenberg die historisch begründete Wacholderheide erhalten.
Am östlichen Fuße des Rollenberges liegt der Haltepunkt Hoppingen. Auf ihn gingen Ruinen eines alten Signalhauses der deutschen Bahn auf dem Rollenberg zurück, die jedoch mittlerweile gänzlich entfernt wurden.

## Archäologische Befunde
Eine Randbefestigung der Hochfläche des Rollenberges ist heute noch an seiner östlichen Hangkante im Gelände sichtbar. Ernst Frickhinger konnte bei einem Wallschnitt 1914 eine Holz-Erde-Mauer nachweisen. Eine sichere Datierung der Befestigung steht bis heute aus. Archäologisch bekannt ist der Rollenberg vor allem aufgrund der ebenfalls durch Frickhinger im gleichen Jahr auf dem kleinen Felsplateau inmitten der Hochfläche entdeckten Kulturschichten, die eine hohe Dichte an urnenfelderzeitlicher Keramik aufwiesen. Fälschlicherweise wurde der Rollenberg seitdem häufig zu den Brandopferplätzen gezählt. Da Tierknochenfragmente nur in geringer Zahl vorlagen und Spuren von Brandeinwirkung auf die Funde fehlen, sollte der Rollenberg jedoch eher zu den sog. Scherbentrümmerplätzen gezählt werden. Weiter westlich, im Kartäusertal, liegt mit dem Weiherberg bei Christgarten ein archäologischer Fundplatz vor, der tatsächlich zu den Brandopferplätzen gezählt werden kann.
Neben mehrheitlich urnenfelderzeitlichen Scherben barg Frickhinger während seiner Ausgrabungen auch latènezeitliche Funde. Womöglich steht der Rollenberg während der Latènezeit in Zusammenhang mit einer gleichzeitigen Siedlung unweit auf den Kalbläckern bei Heroldingen.
Im Jahr 2012 wurden geomagnetische Untersuchungen auf der Hochfläche unternommen, die zahlreiche anthropogene Strukturen, darunter Hausgrundrisse, ergaben. Eine Datierung der aufgedeckten Strukturen ist bisher nicht möglich.